# بخش پریفولژسکی، استان آستراخان
بخش پریفولژسکی (به لاتین: Privolzhsky District) یک منطقهٔ مسکونی در روسیه است که در استان آستراخان واقع شده‌است.